# Rionegro (Santander)
Rionegro è un comune della Colombia facente parte del dipartimento di Santander.
L'abitato venne fondato da José Gutierrez Calderon, Enrique Puyana, Juan Andrés Ortíz e i fratelli José e Fernando Mutis nel 1805.